# Carl Nylander
Carl Reinhold Gunnar Lennartsson Nylander (* 3. März 1932 in Stockholm) ist ein schwedischer Klassischer und Vorderasiatischer Archäologe.

## Leben
Carl Nylander ist der Sohn des Legationssekretärs Lennart Nylander und der Philosophin Margareta Nylander, geborene Fjellander. 1955 schloss er den Bachelor, 1965 das Lizentiat und 1970 das Doktorat in den Geisteswissenschaften an der Universität Uppsala ab. Von 1970 bis 1976 war er Assistenzprofessor am Bryn Mawr College und von 1977 bis 1981 Professor in Klassischer und Vorderasiatischer Archäologie an der Universität Kopenhagen. Von 1979 bis zu seinem Ruhestand 1997 war er Direktor des Svenska Institutet i Rom.
Carl Nylander nahm an mehreren archäologischen Exkursionen im Iran, Aserbaidschan, Griechenland und Italien teil. 1979 wurde er zum Mitglied der Königlich Schwedische Akademie der Wissenschaften gewählt.
Carl Nylander war von 1965 bis 1977 mit der Journalistin Titti Nylander verheiratet. In zweiter Ehe ist er mit Eva Nilsson Nylander verheiratet.

## Schriften (Auszug)
- Who Wrote the Inscriptions at Pasargadae? In: Orientalia Suecana Band 16, 1967, S. 135–180 (Digitalisat).
- Ionians in Pasargadae: Studies in Old Persian Architecture, Uppsala 1970 (Dissertation).
- The Protestant cemetery in Rome The „Parte antica“. Rom 1989.
- mit Inge Nielsen, Birte Poulsen, Pia Guldager Bilde, u. a.: The Temple of Castor and Pollux. Rom 1992.